# Taragudo
Taragudo è un comune spagnolo di 51 abitanti situato nella comunità autonoma di Castiglia-La Mancia.